# Olav Hansson
Olav Hansson (23 luglio 1957) è un ex saltatore con gli sci norvegese.

## Biografia
In Coppa del Mondo esordì il 30 dicembre 1981 a Oberstdorf (32°) e ottenne il primo podio il 20 marzo 1982 a Štrbské Pleso (2°).
In carriera prese parte a un'edizione dei Campionati mondiali, vincendo due medaglie.

## Palmarès

### Mondiali
- 2 medaglie:
  - 1 ori (gara a squadre a Oslo 1982)
  - 1 argento (trampolino lungo[1] a Oslo 1982)

### Coppa del Mondo
- Miglior piazzamento in classifica generale: 4º nel 1983
- 10 podi (tutti individuali), oltre a quello conquistato in sede iridata e valido anche ai fini della Coppa del Mondo:
  - 7 secondi posti
  - 3 terzi posti

#### Torneo dei quattro trampolini
- 1 podio di tappa[1]:
  - 1 secondo posto